# Christian Mansell
Christian Mansell (Maitland, Australia, 9 de febrero de 2005) es un piloto de automovilismo australiano-británico. Fue tercero en el Campeonato GB3 en 2021 y de la Eurofórmula Open en 2022. En 2023 fue piloto del equipo Campos Racing en el Campeonato de Fórmula 3 de la FIA, y en 2024 resultó quinto con ART Grand Prix.

## Carrera deportiva

### Inicios
Mansell no logró mucho éxito en karting, siendo su resultado más alto en el Campeonato Europeo de Karting en 2019, donde logró el puesto 69 en la categoría OKJ con Lennox Racing Team.

### Campeonato de Fórmula 3 de la FIA

#### 2022
Mansell hizo su primera aparición en el Campeonato de Fórmula 3 de la FIA, en el Hungaroring con Charouz Racing System. En su debut, reemplazó a Zdeněk Chovanec. Tuvo dos fines de semana decentes, logrando un mejor resultado de 22 en la Carrera Sprint de Budapest y también superando a su compañero de equipo László Tóth. Mansell volvió a su campaña principal en el Eurofórmula Open antes de la ronda de Zandvoort y fue reemplazado por David Schumacher. Mansell ocupó el puesto 38 en la clasificación final.
A finales de septiembre, Mansell participó en las pruebas de postemporada con Campos Racing en los dos primeros días

#### 2023
El 28 de noviembre, Mansell fue presentado como piloto de tiempo completo para Campos Racing con el Campeonato de Fórmula 3 de la FIA.

## Vida personal
Aunque comparte el mismo apellido, no está relacionado con el campeón mundial de Fórmula 1, Nigel Mansell. Mansell posee diabetes tipo 1.

## Resumen de carrera
| Temporada | Categoría                                    | Equipo                | Carreras | Victorias | Poles | VR | Podios | Puntos | Pos. |
| --------- | -------------------------------------------- | --------------------- | -------- | --------- | ----- | -- | ------ | ------ | ---- |
| 2019      | Campeonato Australiano de Fórmula 4          | AGI Sport             | 6        | 0         | 0     | 0  | 0      | 0      | NC†  |
| 2019      | Campeonato de Fórmula de Nueva Gales del Sur | AGI Sport             | 3        | 0         | 0     | 0  | 0      | 0      | NC†  |
| 2020      | Campeonato de F4 Británica                   | Carlin                | 26       | 1         | 0     | 0  | 5      | 163    | 7.º  |
| 2021      | Campeonato GB3                               | Carlin                | 24       | 2         | 0     | 1  | 5      | 371    | 3.º  |
| 2021      | Euroformula Open                             | Carlin Motorsport     | 3        | 0         | 0     | 0  | 0      | 79     | 11.º |
| 2021      | Euroformula Open                             | Team Motopark         | 6        | 0         | 0     | 0  | 1      | 79     | 11.º |
| 2022      | Eurofórmula Open                             | CryptoTower Racing    | 26       | 3         | 1     | 3  | 15     | 377    | 3.º  |
| 2022      | Campeonato de Fórmula 3 de la FIA            | Charouz Racing System | 4        | 0         | 0     | 0  | 0      | 0      | 38.º |
| 2023      | Campeonato de Fórmula 3 de la FIA            | Campos Racing         | 18       | 0         | 0     | 1  | 2      | 60     | 12.º |
| 2023      | Gran Premio de Macao                         | ART Grand Prix        | 1        | 0         | 0     | 0  | 0      | N/A    | 16.º |
| 2024      | Campeonato de Fórmula Regional de Oceanía    | Giles Motorsport      | 6        | 1         | 2     | 1  | 4      | 135    | 9.º  |
| 2024      | Campeonato de Fórmula 3 de la FIA            | ART Grand Prix        | 20       | 0         | 1     | 1  | 5      | 112    | 5.º  |
| 2024      | Campeonato de Fórmula 2 de la FIA            | Trident               | 6        | 0         | 0     | 0  | 0      | 10     | 25.º |
| Fuente:   |                                              |                       |          |           |       |    |        |        |      |

## Resultados

### Campeonato de Fórmula 3 de la FIA
(Clave) (negrita indica pole position) (cursiva indica vuelta rápida puntuable)

| Año  | Escudería             | 1   | 1   | 2   | 2   | 3   | 3   | 4   | 4   | 5   | 5   | 6   | 6   | 7   | 7   | 8   | 8   | 9   | 9   | 10  | 10  | Pos. | Puntos | Ref.   |
| ---- | --------------------- | --- | --- | --- | --- | --- | --- | --- | --- | --- | --- | --- | --- | --- | --- | --- | --- | --- | --- | --- | --- | ---- | ------ | ------ |
| 2022 | Charouz Racing System | SAK | SAK | IMO | IMO | BAR | BAR | SIL | SIL | SPI | SPI | BUD | BUD | SPA | SPA | ZAN | ZAN | MNZ | MNZ |     |     | 38.º | 0      | [ 13 ] |
| 2022 | Charouz Racing System |     |     |     |     |     |     |     |     |     |     | 22  | 23  | Ret | 23  |     |     |     |     |     |     | 38.º | 0      | [ 13 ] |
| 2023 | Campos Racing         | SAK | SAK | MEL | MEL | MON | MON | BAR | BAR | SPI | SPI | SIL | SIL | BUD | BUD | SPA | SPA | MNZ | MNZ |     |     | 12.º | 60     | [ 14 ] |
| 2023 | Campos Racing         | 13  | 13  | 9   | 10  | 20  | 17  | Ret | 10  | 14  | 7   | 3   | 5   | 6   | 11  | 19  | 2   | 7   | 8   |     |     | 12.º | 60     | [ 14 ] |
| 2024 | ART Grand Prix        | SAK | SAK | MEL | MEL | IMO | IMO | MON | MON | BAR | BAR | SPI | SPI | SIL | SIL | BUD | BUD | SPA | SPA | MNZ | MNZ | 5.º  | 112    | [ 15 ] |
| 2024 | ART Grand Prix        | 14  | 2   | 10  | 10  | 12  | 20  | Ret | 2   | 11  | 2   | 3   | 4   | 12  | 13  | 5   | 4   | 16  | 21  | 22  | 3   | 5.º  | 112    | [ 15 ] |

### Campeonato de Fórmula 2 de la FIA
(Clave) (negrita indica pole position) (cursiva indica vuelta rápida puntuable)

| Año  | Escudería | 1   | 1   | 2   | 2   | 3   | 3   | 4   | 4   | 5   | 5   | 6   | 6   | 7   | 7   | 8   | 8   | 9   | 9   | 10  | 10  | 11  | 11  | 12  | 12  | 13  | 13  | 14  | 14  | Pos. | Puntos | Ref.   |
| ---- | --------- | --- | --- | --- | --- | --- | --- | --- | --- | --- | --- | --- | --- | --- | --- | --- | --- | --- | --- | --- | --- | --- | --- | --- | --- | --- | --- | --- | --- | ---- | ------ | ------ |
| 2024 | Trident   | SAK | SAK | YED | YED | MEL | MEL | IMO | IMO | MON | MON | BAR | BAR | SPI | SPI | SIL | SIL | BUD | BUD | SPA | SPA | MNZ | MNZ | BAK | BAK | LUS | LUS | YMC | YMC | 25.º | 10     | [ 16 ] |
| 2024 | Trident   |     |     |     |     |     |     |     |     |     |     |     |     |     |     |     |     |     |     |     |     |     |     | 8   | 10  | 15  | 6   | 16  | 16  | 25.º | 10     | [ 16 ] |